# Windows Home Server
Windows Home Server, cu numele de cod Quattro, este destinat utilizatorilor care au mai multe computere acasă. Anunțat la 7 ianuarie 2007 la Consumer Electronics Show de Bill Gates, este bazat pe Windows Server 2003 SP2.

## Cerințe minime de sistem
Cerințele minime sunt:
- Procesor 1.0 GHZ Intel Pentium 3 (sau echivalent)
- 512 MB RAM
- 80 GB HDD
- Placă de rețea de 100 Mbit/s